# Egor Igoshev
Egor Igoshev, né le 2 juillet 2002, est un coureur cycliste russe.

## Biographie
En 2019, Egor Igoshev se classe deuxième du championnat d'Europe et troisième du championnat du monde de poursuite par équipes juniors (moins de 19 ans). Il finit également sixième du Trofeo Buffoni et d'une étape du Giro della Lunigiana, ou encore dixième du Trofeo Guido Dorigo, sous les couleurs de Lokosphinx U19. L'année suivante, il brille sur une compétition internationale turque. 
Lors de la saison 2021, il devient champion de Russie et champion d'Europe espoir de poursuite par équipes. Il s'impose par ailleurs sur la poursuite par équipes à Saint-Pétersbourg, en Coupe des Nations. Sur route, il remporte plusieurs courses italiennes ainsi qu'une étape des Cinq anneaux de Moscou. Il finit aussi dixième du Tour de Mevlana et quatorzième du championnat d'Europe espoirs à Trente. 
En raison de l'invasion de l'Ukraine par la Russie, il ne peut plus concourir sous les couleurs de son pays natal en 2022. Cette mesure le prive de compétitions internationales sur piste. Egor Igoshev intègre néanmoins un club catalan, en compagnie de plusieurs de ses compatriotes. Il délaisse alors les vélodromes pour se consacrer aux épreuves sur route. Pour ses débuts en Espagne, il s'adjuge le classement final du Tour de Ségovie,. Il se classe troisième de la Clásica Ciudad de Torredonjimeno et quatrième du Circuito Guadiana, deux manches de la Coupe d'Espagne amateurs. 
En 2023, il remporte deux courses régionales en Catalogne. Il gagne également la Coppa Collecchio ainsi que le Tour de la Province de Bielle chez les amateurs italiens, tout en obtenant diverses places d'honneur.

## Palmarès sur route

### Par année
- 2020
  - 2e étape du Velo Alanya Junior
  - 3e du Velo Alanya Junior
- 2021
  - 4e et 5e étapes du Grand Prix de Sotchi
  - 2e étape des Cinq anneaux de Moscou
  - Circuit de Cesa
  - Gran Premio Comune di Cerreto Guidi
  - 2e du Grand Prix de Sotchi
- 2022
  - Tour de Ségovie
  - 2e de la Classique Xavier Tondo
  - 3e de la Clásica Ciudad de Torredonjimeno
- 2023
  - Trofeu Joan Escolà
  - Cursa Festes del Tura d´Olot
  - Tour de la Province de Bielle
  - Coppa Collecchio
  - 3e du Grand Prix de la ville d'Empoli
  - 3e de la Coppa Ciuffenna
  - 3e du Piccola Sanremo
- 2024
  - Gran Premio Lari Città della Ciliegia
  - 2e de la Coppa Città di Castiglion Fiorentino
- 2025
  - Grand Prix de Sotchi :
    - Classement général
    - 2e et 3e étapes

### Classements mondiaux
| Année                                 | 2021  | 2022 | 2023 | 2024  |
| ------------------------------------- | ----- | ---- | ---- | ----- |
| Classement mondial                    | 1440e | nc   | nc   | 1735e |
| UCI Europe Tour                       | 1025e | nc   | nc   | nc    |
|                                       |       |      |      |       |
| Légende : nc = non classéSource : UCI |       |      |      |       |

## Palmarès sur piste

### Championnats du monde juniors
- Francofrt-sur-l'Oder 2019
  -  Médaillé de bronze de la poursuite par équipes

### Coupe des Nations
- 2021
  - 1er de la poursuite par équipes à Saint-Pétersbourg (avec Gleb Syritsa, Lev Gonov et Ivan Smirnov)

### Championnats d'Europe
| Édition / Épreuve        | Poursuite par équipes |
| Gand 2019 (juniors)      | Argent                |
| Apeldoorn 2021 (espoirs) | Or                    |

### Championnats nationaux
- 2020
  - 2e du championnat de Russie de poursuite par équipes
- 2021
  -  Champion de Russie de poursuite par équipes (avec Gleb Syritsa, Lev Gonov et Ivan Novolodskii)